# باراي فييل بوست
باراي فييل بوست هي بلدية تقع في مقاطعة إيسون في إيل دو فرانس في شمال فرنسا. ويقع مطار باريس أورلي جزئيًا في البلدية. يُعرف سكان هذه المنطقة باسم الباريسيون.

## تاريخ

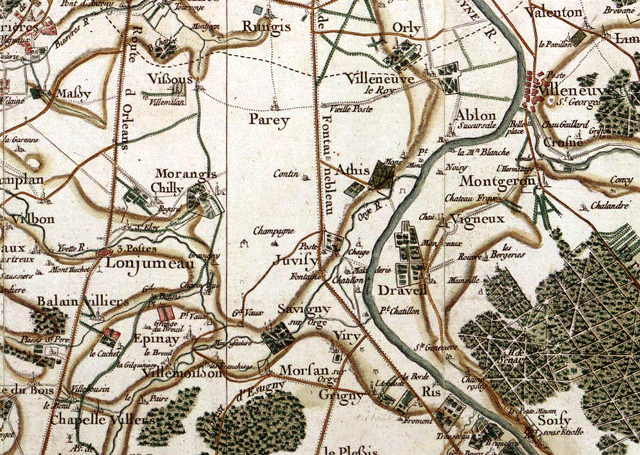
خريطة لمنطقة باراي فيي بوست في القرن السابع عشر بواسطة كاسيني

نشأت باراي فيي بوست من قرية باراي القديمة، والتي بلغ عدد سكانها قرابة 60 نسمة في عام 1790. وظهر الاسم باراي فيي بوست لأول مرة في عام 1923. وبحلول عام 1928 تضاعف عدد السكان إلى 3000. لم تعبد الشوارع في ذلك الوقت، كما ولم يتم تركيب امدادات المياه الجارية بعد. وأسفر قانون ساروت الصادر في 15 مارس 1928 عن الإنشاء السريع للبنية التحتية الحيوية. وحظيت باراي فيي بوست على توصيلات الكهرباء والمياه في عام 1931 واكتمل العمل بحلول عام 1933. تأُثرت البلدة بأهوال الحرب العالمية الثانية إثر قصف مطار أورلي . 

## شعار الدرع

شعار النبالة لباراي فيي بوست

يحتوي شعار النبالة على أبواق عسكرية لقائدي العربات، والتي تستخدم للإعلام عن مرورها بقصد تنبيه المارة للتنحي عن الطريق، كما يتضمن أذرع دير سان جيرمان دي بري ، وأذرع ماريشال دي فو . 

## اقتصاد
يقع مكتب ترانسافيا فرنسا الرئيسي في باراي فيي بوست،   وكذلك المقر الرئيسي لشركة أوبنسكيز  قبل إعادة إنشاء اسمها، حيث كان المقر الرئيسي لشركة الطيران لافيو (الطائرة) (Elysair SAS) في ذلك الموقع.  كما تمتلك مجموعة شركات كيوسيرا مركز تصميم في أورلي تيك في باراي فيي بوست 
كان المقر الرئيسي لشركة إير إنتر (مثل الخطوط الجوية الفرنسية الأوروبية) في البلدية وذلك قبل إلغاء تأسيسها.   كما كان المقر الرئيسي لشركة الخطوط الجوية الفرنسية أ أو إم في المبنى رقم 363 في مطار أورلي وفي باراي فيي بوست.    وبعد اتحاد شركة أ أو إم وخطوط الجوية ليبرتي في عام 2001،  احتلت شركة الطيران الجديدة المبنى 363. 

## تعليم

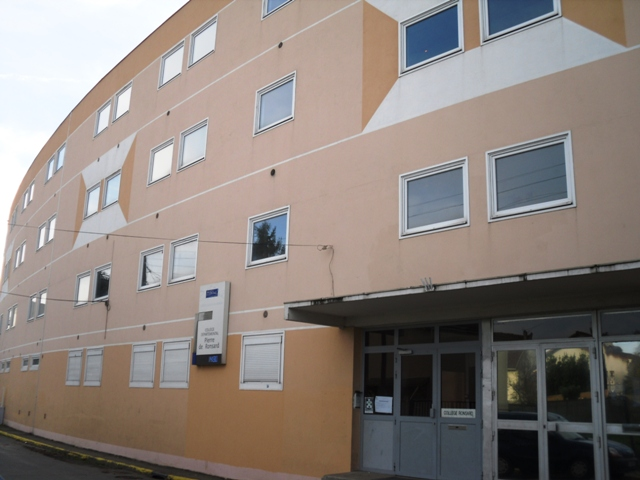
مدرسة بيير دي رونسارد

يشمل نظام المدارس في باراي فيي بوست كل من روضة فيكتور هوجو وابتدائية جول فيري ومدرسة بول بيرت (روضة وابتدائية)  و إعدادية بيير دي رونسار.  يدرس 440 طالبًا فيها اعتبارا من عام 2016. 

تخدم مكتبة سانت إكزوبيري (Bibliothèque Saint-Exupéry) القرية. 

## صور

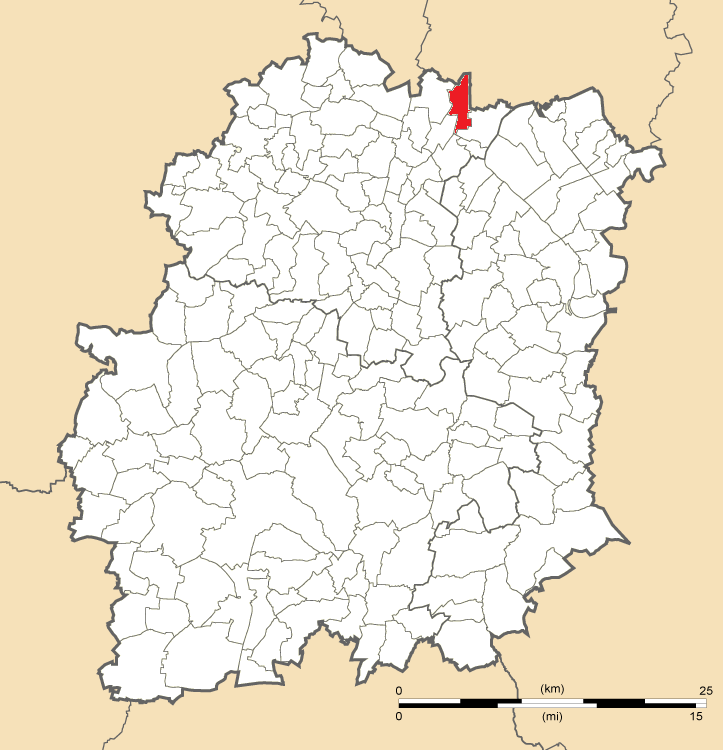
موقع باراي فيي بوست في إستوني
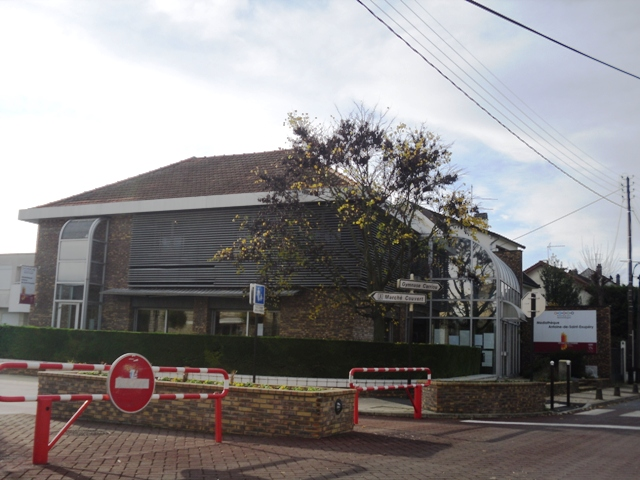
مكتبة أنطوان دو سانت إكزوبيري

## روابط خارجية
- الموقع الرسمي باللغة الفرنسية
- Base Mérimée
- جمعية رؤساء بلديات إيسون باللغة الفرنسية